# Подолянко Богдан Степанович
Богдан Степанович Подолянко (30 січня 1921, Ожидів — 20 жовтня 2000, Сідней) — український письменник, перекладач, журналіст, громадський діяч. Псевдонім — Австралюк.

## З біографії
Богдан Подолянко народився в Ожидові Золочівського повіту в сім'ї поштового урядника. Здобувши початкову освіту в Ожидові, він закінчив у Львові гімназію й вступив до вчительської семінарії, яку не закінчив — через приєднання Західної України до СРСР. 1940 року закінчив курси плановиків і працював в ожидівському ліспромкомбінаті. Вступив до ОУН 1937 року. За членство в цій організації був ув'язнений. З січня 1942-го Богдан Подолянко під псевдонімом «Фелікс» разом із Миколою Гошовським («Спартаком», «Стариком») виконував господарчу роботу в підпільній друкарні Проводу ОУН «Прага», розташованій біля Мокротина. У грудні 1943 року через випадкову розконспірацію довелося перенести друкарню до Стільська. У 1944-му Подолянко виїхав до Відня, потім — до Інсбрука (1945). У 1946 р. переїхав до Мюнхена, де очолив видавництво «Українська трибуна» (1946—1949) і навчався в університеті. 15 січня 1949 р. прибув до Австралії, поселився у Сіднеї, де разом із Володимиром Шумським, Орестом Питлярем та Олександром Сіверським заснував український тижневик «Вільна думка» і входив до редакційної колегії (1949—1970). Працював редактором в австралійських тижневиках «Дейлі телеграф» і «Сідней морнінг геральд». З 1948 р. був кореспондентом «Української трибуни» (пізніше «Українського самостійника», Мюнхен). Обирався секретарем Об'єднання українців Австралії (1951—1952). Був активним учасником УГВР. Підтримував зв'язки з Україною, листувався з багатьма видатними людьми. До його адресатів належали, зокрема, Роман Іваничук, Роман Кудлик, Роман Лубківський, Зеновія Франко. До адресантів — Єжи Ґедройць, Галина Гордасевич, Іван Дзюба, Любов Забашта, Віталій Коротич, Валентин Мороз, Роман Федорів, Валерій Шевчук та інші.
Богдан Подолянко був одружений з І. Подолянко. Помер 20 жовтня 2000 року в Сіднеї.

## Творчість
Автор творів «Любіть життя» (1982), «Сповідь» (1984) «Фантастична втеча Мирослава Січинського» (1987). Переклав українською мовою працю польського публіциста Леона Василевського
«Україна та її проблеми».
Окремі видання:
- Подолянко Б. Любіть життя. — Сідней: Книга, 1982. — 92 с.
- Подолянко Б. Моя Болгарія // Рідні голоси з далекого континенту: Твори сучасних українських письменників Австралії / Упоряд. та передм. А. Г. Михайленка. — К.: Веселка, 1993. — С.98-100.